# Кубок СССР по современному пятиборью 1971
Кубок СССР по современному пятиборью среди мужчин проводился в городе  Киев с 1 по 6 октября 1971 года.
На турнире награды разыгрывались в личном и командном первенстве. Так же стоить отметить, что на этих соревнованиях принимали участие 39 пятиборцев (4 МСМК, 30 мастеров спорта и 5 КМС), представлявшие 12 команд Вооружённых Сил, Динамо и ВС ДСО Профсоюзов. Награды разыгрывались в лично-командном первенстве.

## Кубок СССР. Мужчины. Личное первенство
| Дисциплина        | Золото                   | Серебро                          | Бронза                 |
| Личное первенство | Владимир Киселёв Спартак | Чернавин Сергей Вооруженные Силы | Силяхин Виктор Спартак |

* Итоговые результаты победителя и призёров.
| Место | Спортсмен        | Спортивное общество                          | Спортивное звание  | Сумма очков |
| ----- | ---------------- | -------------------------------------------- | ------------------ | ----------- |
| 1.    | Владимир Киселёв | Спартак                                      | Мастер спорта СССР | 4917        |
| 2.    | Чернавин Сергей  | Вооруженные Силы Прибалтийский военный округ | Мастер спорта СССР | 4876        |
| 3.    | Силяхин Виктор   | Спартак                                      | Мастер спорта СССР | 4864        |

- Результаты соревнований. Итоговая таблица.

| Место | Спортсмен             | Спортивное общество                              | Спортивное звание                        | Конкур | Фехтование | результат/очки | 300 м | 4 км | Сумма |
| ----- | --------------------- | ------------------------------------------------ | ---------------------------------------- | ------ | ---------- | -------------- | ----- | ---- | ----- |
| 1.    | Владимир Киселёв      | Спартак                                          | Мастер спорта СССР                       | 1040   | 877        | 193/978        | 1040  | 982  | 4917  |
| 2.    | Чернавин Виктор       | Вооруженные Силы Прибалтийский военный округ     | Мастер спорта СССР                       | 1060   | 790        | 194/1000       | 912   | 1114 | 4876  |
| 3.    | Силяхин Виктор        | Спартак                                          | Мастер спорта СССР                       | 1030   | 713        | 195/1022       | 1036  | 1063 | 4864  |
| 4.    | Собиневский Станислав | Динамо · Украинская ССР                          | мс                                       | 1020   | 958        | 192/956        | 848   | 1078 | 4860  |
| 5.    | Сватенко Виктор       | Ендек (спортивное общество) · Казахская ССР      | Мастер спорта СССР международного класса | 980    | 877        | 191/934        | 968   | 1093 | 4852  |
| 6.    | Кряжев Владимир       | Вооруженные Силы Северо-Кавказский военный округ | Мастер спорта СССР международного класса | 1010   | 833        | 193/978        | 992   | 1000 | 4812  |
| 7.    | Селенцев Владимир     | Динамо · Белорусская ССР                         | МС                                       | 1060   | 538        | 184/802        | 1228  | 1183 | 4811  |
| 8.    | Леднев Павел          | Вооруженные Силы Прикарпатский военный округ     | Мастер спорта СССР международного класса | 1070   | 790        | 183/780        | 1000  | 1171 | 4811  |
| 9.    | Балков Николай        | Динамо · Санкт-Петербург · Ленинград             | МС                                       | 1035   | 664        | 192/956        | 944   | 1141 | 4740  |
| 10.   | Фроленко Геннадий     | Динамо · Украинская ССР                          | МС                                       | 880    | 580        | 194/1000       | 1072  | 1204 | 4736  |
| 11.   | Мишнев Александр      | Вооруженные Силы Киевский военный округ          | МС                                       | 750    | 874        | 189/890        | 1060  | 1117 | 4691  |
| 12.   | Иваненко Валерий      | Енбек · Казахская ССР                            | МС                                       | 955    | 795        | 191/934        | 844   | 1051 | 4619  |
| 13.   | Глюглевич Александр   | Вооруженные Силы Киевский военный округ          | МС                                       | 1100   | 832        | 178/648        | 944   | 1090 | 4614  |
| 14.   | Яйгма Энн             | Вооруженные Силы Прибалтийский военный округ     | МС                                       | 1000   | 664        | 193/978        | 872   | 1069 | 4583  |
| 15.   | Залозный Юрий         | Спартак                                          | МС                                       | 835    | 672        | 194/1000       | 976   | 1093 | 4566  |
| 16.   | Дорофеев Сергей       | Вооруженные Силы Прибалтийский военный округ     | МС                                       | 955    | 916        | 180/692        | 860   | 1129 | 4552  |
| 17.   | Рогов Николай         | Динамо · Белорусская ССР                         | МС                                       | 1030   | 496        | 190/912        | 980   | 1120 | 4538  |
| 18.   | Казаков Александр     | Динамо · Украинская ССР                          | МС                                       | 1060   | 664        | 177/626        | 1116  | 1018 | 4484  |
| 19.   | Калныньш Андрис       | Вооруженные Силы Прибалтийский военный округ     | Мастер спорта СССР международного класса | 700    | 748        | 192/956        | 960   | 1078 | 4442  |
| 20.   | Таммсаар Алдо         | Динамо · Эстонская ССР                           | МС                                       | 1100   | 412        | 194/1000       | 888   | 1036 | 4436  |
| 21.   | Жданов Виктор         | Динамо · Белорусская ССР                         | МС                                       | 1060   | 580        | 189/890        | 872   | 997  | 4399  |

## Кубок СССР. Мужчины. Командное первенство
| Дисциплина           | Золото                                                | Серебро                                                                               | Бронза                                                                                 |
| Командное первенство | Спартак Владимир Киселёв Виктор Силяхин Юрий Залозный | Динамо Украинская ССР · Собиневский Станислав · Фроленко Геннадий · Казаков Александр | Вооруженные Силы Прибалтийский военный округ Чернавин Сергей Яйгма Энн Дорофеев Сергей |

- Итоговые результаты.

| Место | Спортивное общество                              | Спортсмен                                                 | Сумма очков |
| ----- | ------------------------------------------------ | --------------------------------------------------------- | ----------- |
| 1.    | Спартак                                          | Владимир Киселёв Виктор Силяхин Юрий Залозный             | 14 347      |
| 2.    | Динамо · Украинская ССР                          | Собиневский Станислав Фроленко Геннадий Казаков Александр | 14 080      |
| 3.    | Вооруженные Силы Прибалтийский военный округ     | Чернавин Сергей Яйгма Энн Дорофеев Сергей                 | 14 011      |
| 4.    | Динамо · Белорусская ССР                         | Селенцев Владимир Рогов Николай Жданов Виктор             | 13 748      |
| 5.    | Вооруженные Силы Северо-Кавказский военный округ | Кряжев Владимир Паршин Николай Матвиенко Леонид           | 13 309      |
| 6.    | Вооруженные Силы Киевский военный округ          | Мишнев Александр Глюглевич Александр Щучьев Андрей        | 13 289      |
| 7.    | Калев · Эстонская ССР                            | Кибаль Тамбет Боберг Рауль Рейн Мати                      | 12 784      |
| 8.    | Вооруженные Силы Прикарпатский военный округ     | Леднев Павел Бижан Иван Зорев Юрий                        | 11 542      |
| 9.    | Даугава · Латвийская ССР                         | Карклыньш Янис Фрейманис Ивар Дементьев Владимир          | 11 426      |
| 10.   | Динамо · Санкт-Петербург-Ленинград               | Белков Николай Никитин Борис Иванов Сергей                | 10 296      |
| 11.   | Динамо · Эстонская ССР                           | Таммисаар Алдо Шнейде Тыну Лийв Калью                     | 9 573       |
| 12.   | Енбек · Казахская ССР                            | Сватенко Виктор Иваненко Валерий Осипов Кузьма            | 9 471       |

## Межведомственный зачёт
| Дисциплина           | Золото          | Серебро                    | Бронза                      |
| Командное первенство | Динамо 483 очка | Вооруженные Силы 316 очков | ВС ДСО профсоюзов 308 очков |